# Río Huallaga
Le Río Huallaga est une importante rivière du Pérou qui naît dans les Andes (côté oriental), c'est un affluent du Río Marañon, un des bras supérieurs de l'Amazone. 

## Géographie
Le cours d'eau se forme dans la région de Pasco, dans le district de Ticlacayán, c'est d'abord un torrent. Devenant rivière, il traverse la région de Huánuco, puis celle de San Martín, pour enfin entrer dans celle de Loreto. Là, il se jette dans le Río Marañon, l'une des branches mères de l'Amazone, près de la localité de Puntilla. 
La longueur de son cours est d'environ 1100 kilomètres.

## Débit
- À Yurimaguas, petite ville située à près de 150 kilomètres de son confluent avec le Marañon, son débit est estimé à 2 775 m3/s[2]. On estime donc son débit au confluent à plus ou moins 3 500 m3/s.

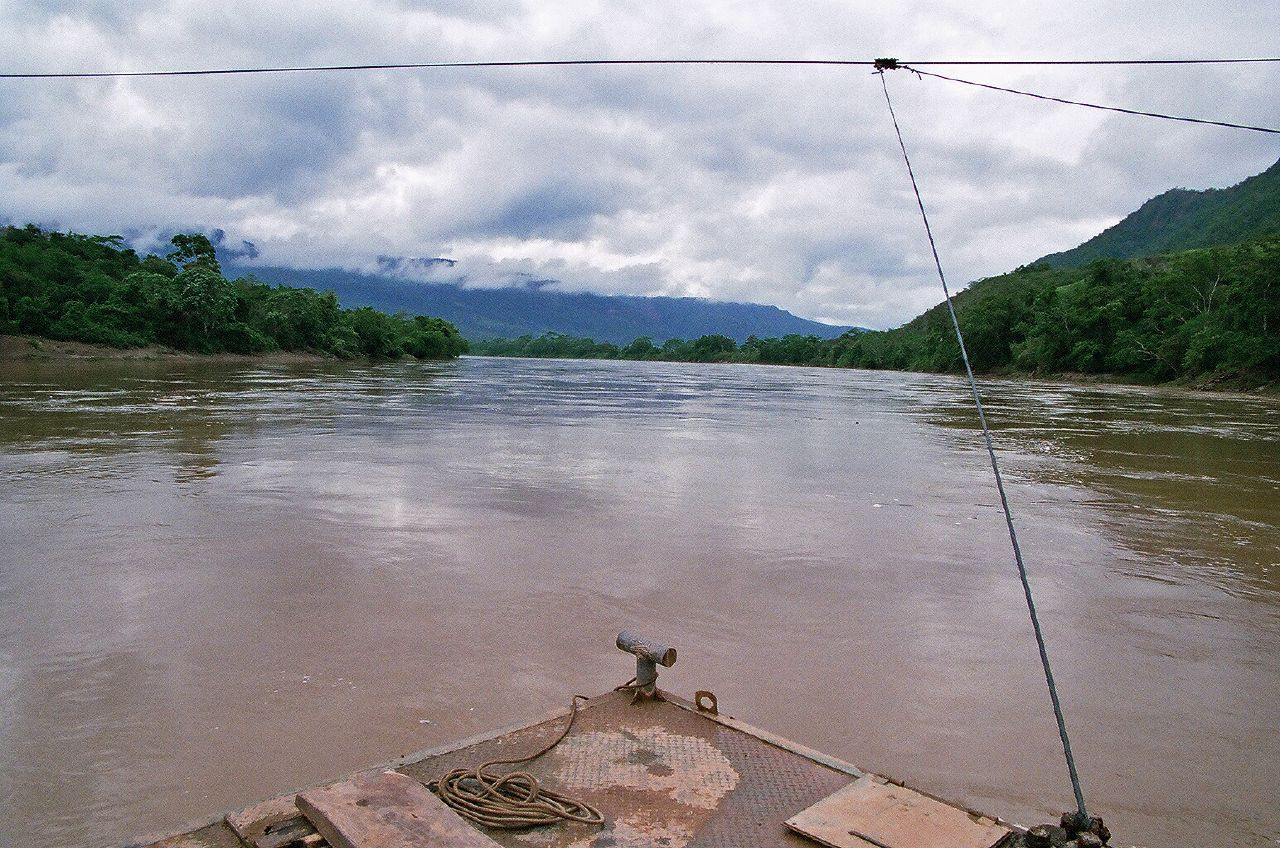
Sur le Río Huallaga